# Насирул Мульк
Насирул Мульк (17 серпня 1950 , Swat Districtd, Північно-Західна прикордона провінціяd )(урду ناصر الملک) — пакистанський юрист, з 1 червня 2018 — 18 серпня 2018 в. о. прем'єр-міністра Пакистану. Раніше він обіймав посаду 22-ого голови Верховного Суду Пакистану. також 30 листопада 2013 — 6 липня 2014 року раніше обіймав посаду виконуючого обов'язки голови виборчої комісії Пакистану
На 28 травня 2018 року він був призначений в. о. прем'єр-міністра напередодні загальних виборів, запланованих на липень 2018 року.